# San José de Mogotes
San José de Mogotes är en ort i Mexiko.   Den ligger i kommunen Manuel Doblado och delstaten Guanajuato, i den centrala delen av landet, 300 km väster om huvudstaden Mexico City. San José de Mogotes ligger 1 736 meter över havet och antalet invånare är 279.
Terrängen runt San José de Mogotes är kuperad åt sydost, men åt nordväst är den platt. Runt San José de Mogotes är det ganska glesbefolkat, med 45 invånare per kvadratkilometer. Närmaste större samhälle är Ciudad Manuel Doblado, 9,4 km nordväst om San José de Mogotes. Trakten runt San José de Mogotes består till största delen av jordbruksmark.